# Tragia meyeriana
Tragia meyeriana är en törelväxtart som beskrevs av Johannes Müller Argoviensis. Tragia meyeriana ingår i släktet Tragia och familjen törelväxter. Inga underarter finns listade i Catalogue of Life.